# Neoculladia
Neoculladia is een geslacht van vlinders van de familie grasmotten (Crambidae).

## Soorten
- N. incanelloides Bleszynski, 1967
- N. incanellus Zeller
- N. subincanella Bleszynski, 1967